# Ахмедов, Фарид Тураб оглы
Фарид Тураб оглы Ахмедов (азерб. Fərid Turab oğlu Əhmədov; род. 14 июля 1979, Баку) — азербайджанский государственный деятель. Министр юстиции Азербайджана (c 2024). 

## Биография
Фарид Ахмедов родился 14 июля 1979 года в Баку. В 1996 году окончил среднюю школу №43 города Баку. 
В 2000 году получил степень бакалавра, в 2002 году магистра  на факультете международного права Бакинского государственного университета. 
В 2003 году получил степень магистра прав человека в Университете Эссекса (Великобритания) по стипендии Чивнинг.
В 2004 году стал аспирантом Института философии и права НАНА.
В 2009 году решением Высшей аттестационной комиссии при Президенте Азербайджана присвоена научная степень доктора философии в области права. 
В 2016 году получил степень доктора юриспруденции в Оксфордском университете.
В 2000 — 2004 годах работал юристом в юридической фирме «Адалат». В 2004 — 2006 годах являлся старшим консультантом отдела международного права аппарата Конституционного суда Азербайджана.
В 2006 — 2007 годах являлся консультантом департамента административного и военного законодательства аппарата Милли Меджлиса Азербайджана.
В 2007 — 2008 годах работал в юридической компании «LegCon Group» в качестве главного юриста. В 2014 году являлся руководителем судебной практики юридической компании «BM Morrison Partners».
В 2004 — 2008 годах являлся преподавателем международного права Бакинского государственного университета. С 2009 по 2011 год преподавал по программе «Дипломатическая служба» Оксфордского университета. В 2011 — 2015 годах являлся старшим преподавателем в области права Университета АДА.
С 2015 по 2017 год являлся ректором Университета «Азербайджан».
В 2017 — 2020 годах работал заместителем генерального директора ЗАО «Бакинский международный морской торговый порт».
С 2021 по 2022 год являлся советником министра транспорта, связи и высоких технологий Азербайджана.
С 24 мая 2022 по 27 февраля 2024 года являлся заместителем министра цифрового развития и транспорта Азербайджана.
22 ноября 2024 года присвоено специальное звание государственного советника юстиции III класса.
Министр юстиции Азербайджана (с 27 февраля 2024).